# Каз, Циля Моисеевна
Ци́ля Моисе́евна Каз (5 мая 1925 — декабрь 1987) — советский учёный-правовед, кандидат юридических наук (1952), доцент, директор заочного факультета Саратовского юридического института им. Д. И. Курского, заведующая кафедрой уголовного процесса СЮИ-СГАП.

## Биография
Родилась 5 мая 1925 года в городе Рогачёве Гомельской области в Белоруссии.
- 1943 год — работа секретарём судебного заседания народного суда в селе Ленинполь Фрунзенской области Киргизской республики.
- 1944—1948 годы — учёба в Саратовском юридическом институте им. Д. И. Курского.
- 1948—1952 годы — учёба в аспирантуре Харьковского юридического института.
- С 1951 года — работа на кафедре уголовного процесса Саратовского юридического института.
- 1952 год — защита кандидатской диссертации на тему «Правовая природа приговора в советском уголовном процессе» под руководством В. А. Познанского.
- С 1954 года — народный заседатель Кировского районного народного суда города Саратова.
- 1957 год — назначение на должность доцента кафедры уголовного процесса.
- 1963—1965 годы — декан заочного факультета Саратовского юридического института им. Д. И. Курского.
- 1971—1973 годы — заведующая кафедрой уголовного процесса Саратовского юридического института.

Доцент Каз Ц. М. вплоть до своей смерти в 1987 году работала на кафедре уголовно-процессуального права Саратовского юридического института им. Д.И Курского. Ею опубликовано более 70 научных работ, посвященные проблемам теории доказательств, доказывания, субъектов доказывания и предмета доказывания.
Вела научную полемику с профессором В. Радьковым, рассматривавшим процессуальную форму как формальность.
Умерла в декабре 1987 года в Саратове. Похоронена на Еврейском кладбище города Саратова.

## Публикации

### Книги, монографии, учебные пособия
- Каз Ц. М. Доказательства в советском уголовном процессе. — Саратов: СГУ, 1960. — 104 с.
- Каз Ц. М. Субъекты доказывания в советском уголовном процессе: (Государственные органы). — Саратов: СГУ, 1968. — 68 с.
- Каз Ц. М. Проблемы доказывания в суде первой инстанции: (Цели доказывания). — Саратов: СГУ, 1978. — 80 с.

### Статьи
- Каз Ц. М. Решения в уголовном судопроизводстве // Правоведение. — 1978. — № 2. — С. 130—131.
- Каз Ц. М. Профессиональная подготовка кадров — важный фактор обеспечения качества уголовного судопроизводства // Вопросы укрепления законности и устранения следственных ошибок в уголовном судопроизводстве. — М., 1988. — С. 40-44.
- Каз Ц. М. О путях перестройки работы судов по рассмотрению уголовных дел. // XXVII съезд КПСС и укрепление законности и правопорядка. — М., 1987. — С. 218—221.
- Каз Ц. М. Об обязанности доказывания в советском уголовном процессе // Развитие прав граждан СССР и усиление их охраны на современном этапе коммунистического строительства. — Саратов, 1962. — С. 289—295.
- Каз Ц. М. Усиление гарантий прав потерпевших по делам о преступлениях, предусмотренных ч. 1 ст. 117 УК РСФСР // Проблемы охраны прав и законных интересов личности в социалистическом уголовном праве и процессе. — Ярославль, 1985. — С. 100—108.
- Ученые записки Харьковского юридического института, вып. IX, 1957, 212 стр.: (Рецензия) / В. А. Познанский, А. Л. Цыпкин, Г. И. Вольфман, Каз Ц. М. и др. // Правоведение. — 1958. — № 4. — С. 116—121.
- Каз Ц. М. Правовая природа приговора в советском уголовном процессе: автореф. дис. … канд. юрид. наук / Науч. рук. В. А. Познанский; Харьковский юридический институт им. Л. М. Кагановича. — Саратов, 1952. — 21 с.